# Union megye (Dél-Karolina)
Union megye az Amerikai Egyesült Államokban, azon belül Dél-Karolina államban található. Megyeszékhelye és legnagyobb városa Union. Lakosainak száma 27 244 fő (2020. április 1.). Union megye Cherokee, York, Chester, Fairfield, Newberry, Laurens és Spartanburg megyékkel határos.

## Népesség
A megye népességének változása:
| Lakosok száma | 28 905 | 28 660 | 28 273 | 28 030 | 27 777 | 27 244 |
|               | 2010   | 2011   | 2012   | 2013   | 2015   | 2020   |